# Teodicea
A teodícea Isten igazolását jelenti; magyarázat a rossz jelenlétére a világban. Arra a kérdésre akar válaszolni, hogy a jó Isten miért engedi meg a rossz megnyilvánulását, ezzel megoldva a gonosz problémáját. Ide tartozik a (keresztény) Isten feltételezett jósága és az ártatlanok (például kisgyermekek) evilági szenvedései közötti ellentmondás megmagyarázása.
A teodícea nem egyenlő a teológiával. Ez utóbbi ugyanis egy szentírásból indul ki, míg a teodicea csak filozófiai eszközökkel érvel, amelyek alapján a nem hívőnek is be kell látnia Isten létét és tulajdonságait.

## Etimológia
A kifejezés a görög theos (θεός, „isten”) és diké (δίκη, „helyes” vagy „igaz”) szavakból ered, azaz a filozófiai istenigazolást takarja.

## Történet
Már az ókorban felvetődött a szenvedés kérdése. Számos kultúrában, így Kínában, Indiában, Iránban, a sumér világban, Babilonban, Egyiptomban és Izraelben is. Ismert példa az Ótestamentumban Jób története. A szkeptikus ókori görög filozófusok szerint ha létezne egy mindenható és jó istenség, akkor a rosszat meg kellene akadályoznia. Ez további érveket jelentett az ateizmus és az agnoszticizmus mellett.
A teodícea úttörője Canterburyi Szent Anzelm, aki az ontológiai istenérvet fejtette ki. Legnagyobb művelőjének Aquinói Szent Tamást tartjuk.
Először Leibniz használta a fogalmat az Essai de théodicée sur la bonté du Dieu, la liberté l'homme et l'origine du mal című művében, aki Isten jóságát akarta igazolni a világban fellelhető rosszal szemben.
A 18. századtól kezdve skolasztikának az Isten valóságának és tulajdonságainak észérvekkel való igazolását nevezzük.
Sok vallásos ember számára a kérdést leginkább a holokauszt vetette fel.
Napjainkban a társadalomtudósok a teodícea fogalmába belevették a káosz és a rossz megtapasztalásának különböző vallási és ideológiai magyarázatait, társadalmi és egyéni szinten egyaránt.

## A probléma megfogalmazása
A probléma gyakran idézett megfogalmazása a következő:
Isten vagy le akarja győzni a rosszat, de nem tudja; ekkor gyenge, ami nem lehet igaz.
Vagy tudná, de nem akarja; ekkor rosszindulatú, ami tőle idegen.
Vagy nem tudja és nem akarja; ekkor nem lehet Isten.
Vagy tudja és akarja, ami egyedül csak Istenre igaz; de akkor honnan a rossz, és miért nem szünteti meg?
Ezt az érvelést a keresztény hitvédő és retorikatanár Lactantius (250-317) jegyezte fel, amit ő Epikurosznak tulajdonított. Azonban ez nem jellemző Epikurosz tanítására; sokkal inkább egy ismeretlen szkeptikus filozófus fogalmazta meg; talán Arkeszilaosz vagy Karneádész. Cicero Poszeidonoszra hivatkozva azt állította, hogy Epikurosz az isteneket tétlenséggel vádolta. A szkeptikus Sextus Empiricus bővebben foglalkozott a problémával. Szerinte nincsenek istenek, mivel az istennek gondoskodnia kellene arról, hogy ne legyen rossz, de a rossz létezik. A végkövetkeztetést nem mondja ki. A probléma alapot szolgáltat a deizmusnak is.

## Megoldási javaslatok
A problémát ellentmondásként is megfogalmazták, amire így ateista megoldást adtak:
1. Isten létezik, és rossz is van a világban.
2. Ha Isten létezik, akkor mindenható.
3. Ha mindenható, akkor meg tudná akadályozni a rosszat.
4. Vagyis, mivel a rossz létezik, Isten nem mindenható.
5. Ha Isten létezik és a rossz is létezik, akkor meg is tudja akadályozni, meg nem is tudja megakadályozni. Ellentmondás.
6. Tehát Isten nem létezik.

Hasonlóan lehet érvelni a többi, Istennek a teológia által tulajdonított tulajdonsággal: Ha mindent tud...; vagy: ha végtelenül jó,... A lényegen nem változtat, ha a szóban forgó rossz helyett annak egy speciális fajtáját használják, például a szenvedést, vagy a kéz és láb nélkül születő kisbabákat. Egy másik nézőpont, ha Isten létezik, és nem akadályozza meg a rosszat, hanem mindenről saját akaratból dönt, hogy megengedi-e.

### A rossz mint a jó hiánya
Már Szent Ágoston egyházatya és filozófus megfogalmazta azt a nézetet, hogy a rossz nem önmagában létezik, hanem a jó hiánya. Aquinói Szent Tamás is ugyanezen az állásponton volt, aki példaként a vakságot hozta fel, ami a látás hiánya. Ez az elgondolás mégiscsak egy létező hiányra utal, azzal szemben, hogy a rossz, illetve a szenvedés nem valódi.
A hiányként való magyarázat népszerű volt, és rendkívül sikeres történetet tudhat maga mögött. A 2. és a 17. század között senki sem vitatta. Ebben az egy dologban az összes irányzat egyetértett, a késő antik filozófusok és az egyházatyák, Arisztotelész és Platón követői, tomisták és Johannes Duns Scotus tanítványai, a reformátorok, például Philipp Melanchthon és a katolikus dogmatikusok, mint Robert Bellarmin is.
A 17. században azonban újra megjelentek olyan irányzatok, amik önálló realitást adtak a szenvedésnek mint a szenvedő tapasztalatán alapuló ténynek. Emellett az is felvetődött, hogy a hiány sem lenne összeegyeztethető egy mindenható és jóságos Istennel.

### A rossz mint egy egész része

#### A világok legjobbika
Leibniz szerint ez a világ a lehetséges világok legjobbika. Amennyiben lehetséges lett volna egy tökéletesebb világ teremtése, akkor Isten ezt felismerte volna. A világban jelentkező bajokat Leibniz Isten nevelő szándékának tekinti és ekként igazolja. Szerinte Isten az erkölcsi eltévelyedést sem orvosolhatta, mert ezzel az ember erkölcsi szabadságát szüntette volna meg. A világ tökéletességének igazolására a következő magyarázatot adja; Isten a természeti jelenségeket, az adódó körülményeket, egy magasabb szintű szellemi jó érdekében alkotta.
Leibniz véleményével szemben Gerhard Streminger érvelt. Szerinte már a legjobb világ meghatározásával is baj van, hiszen a legjobb világ csak véges sok világból lenne kiválasztható, aminél még több jobb világ gondolható el, ahogy végtelen sok szám is.
Továbbá körkörös érvelést (petitio principi) látott bele Leibniz érvelésébe: az alaptétel az, hogy a lehetséges legjobb világban élünk; ezt azzal bizonyítja, hogy Isten bölcs és jó, amit azonban nem bizonyít, hanem eleve bizonyítottnak tételez fel.
A filozófus Bertrand Russell nagy csodálkozással tudósított arról, hogy képesek az emberek azt hinni, hogy a lehetséges legjobb világban élünk, annak minden hibájával együtt, amit egy mindentudó és mindentudó hatalom évmilliók alatt alakított ki. továbbá felveti a kérdést: Úgy gondolja-e, hogy ha önnek mindentudás és mindenhatóság, no meg évmilliók adattak volna, akkor nem tudott volna jobbat kitalálni, mint a Ku-Klux-Klan vagy a fasiszták?
Ismert válasz Leibniz optimizmusára Voltaire szatirikus regénye, a Candide avagy az optimizmus.

#### A kontraszt haszna
A kontraszt és kiegészítés értelmében a rossz hasznos, mert segít megismerni a jót. Ez Norbert Hoerster alapgondolata.
Szent Ágoston szerint az ellentétek szebbé teszik a beszédet. Isten nem szavakkal, hanem tárgyakkal, lényekkel és jelenségekkel szónokol. Ez a szembeállítás hozzájárul a világmindenség szépségéhez. Gottfried Wilhelm Leibniz szerint az isteni bölcsességnek azt kellett választania, ami a legjobb összhangzatot adja, amihez a rossz is hozzájárul. Isten nem lenne jó és bölcs, ha ezt kizárná.
Gerhard Streminger szemben áll ezzel az elgondolással. Véleménye szerint nem lehet párhuzamba állítani a szépet és a jót. Ha még úgy is tekintjük, hogy a csúnya részletekből egy szép kép bontakozik ki, akkor is lehetetlen, hogy a jó Isten az embereket sakkfiguraként kezelje, és nem egyénekként, akiknek saját akaratuk, vágyaik és céljuk van. Az a vélemény, hogy a szenvedés hozzájárul a teljességhez, megveti az életet, ha a szenvedés túllép egy bizonyos mértéket. A keresztény teodiceának a morális személyiségre kell összpontosítani, és nem az Univerzum teljességének a szépségére. Döntő alaptételének nem esztétikainak, hanem erkölcsinek kell lennie.
Alternatívaként felveti, hogy a rossz hozzájárul a jó tudatosításához. A felismert jót jobban élvezzük akkor is, ha már semmi rossz nem ér. Az ellentétek elve alapján senki sem élhet meg állandó örömöt és boldogságot az életben. Azonban úgy gondolja, hogy erre a célra már egy kis mértékű szenvedés is elég. Ha még hihető is az elv, akkor is unalomhoz vezetne.

#### A fejlődés elve
John Hick teológus és vallásfilozófus szerint a rossz és a szenvedés hozzájárul a lelki fejlődéshez. Ezt Irén-elvnek nevezte Szent Irénről. A kapcsolatot a szabad akarattal Armin Kreiner a következőképpen magyarázza: Ez nem egy alternatíva a szabad akarattal szemben, hanem azt szerves részeként tartalmazza. A bűnbe esés is a szabad akarattal magyarázható.
Ennek az a problémája, hogy úgy látszik, sok rossz és szenvedés nem járul hozzá a lelki fejlődéshez, különösen a kisgyerekeké, akik még nem vonhatók felelősségre tetteik miatt. Ha egy koraszülött gyerek megvakul az inkubátorban, és szülei emiatt elfordulnak Istentől, és a gyereket is ebben a szellemben nevelik, akkor az semmilyen lelki fejlődést nem eredményez. Mások kényelemben és luxusban élnek, és még dolgozniuk sem kell a megélhetésükért, mert a pénzük dolgozik helyettük, és semmi baj nem éri őket, ami miatt fejlődhetnének. Egy további magyarázat, hogy a fejlődést a baj elhárítása is hozhatja. Ha nem lenne rossz, akkor nem lenne szükség ezekre a készségekre. Ekkor jobban kellene védeni a lelki egészséget.

#### Isten célja az ember átformálása
Az egész Biblián keresztül végighúzódik az, hogy Isten a maga közelébe akarja vonni a szenvedőt. Jób a szenvedéstörténete után azt mondta Istennek: Eddig még csak hírből hallottam rólad, de most saját szememmel láttalak. (Jób 42,5)
- Zsolt 78,34 (RÚF2014): Ha öldökölni kezdte őket, hozzá folyamodtak, megtértek, és kívánkoztak Isten után.
- Róm 8,28 (RÚF2014): Azt pedig tudjuk, hogy akik Istent szeretik, azoknak minden javukra szolgál, azoknak, akiket örök elhatározása szerint elhívott.
- Zsid 12,5-7 (RÚF2014): és elfeledkeztetek a bátorításról, amely nektek mint fiaknak szól: „Fiam, ne vesd meg az Úr fenyítését, és ne csüggedj el, ha megfedd téged, mert akit szeret az Úr, azt megfenyíti, és megostoroz mindenkit, akit fiává fogad.” Szenvedjétek el a fenyítést, hiszen úgy bánik veletek Isten, mint fiaival. Hát milyen fiú az, akit nem fenyít meg az apja?

Figyelmeztet arra is, hogy ha az embernek túl jól megy, akkor hajlamos megfeledkezni Istenről: Meghízott Jesúrún, kirúgott a hámból – elhíztál, kövér vagy, hájat eresztettél! –, és elvetette Istent, alkotóját, elhagyta szabadító kőszikláját. (5Móz 32,15; RÚF2014)
Luther a Zsolt 118,5-höz (»Nyomorúságomban az Urat hívtam segítségül. Az Úr meghallgatott, tágas térre vitt engem.«) ezt írja: „...ha minden egyes ember sólyom volna, aki ekkora bajban a magasba tudna szárnyalni, és tudja biztosan, és ne kételkedjen abban, hogy Isten nem pusztításra küldi neki ekkora bajt, hanem hogy imára vezesse, akarja hívni. és harcoljon azért, hogy gyakorolhassa hitét, és megtanulja felismerni Istent más módon, mint korábban, és megszokja az ördöggel és a bűnökkel való harcot, és Isten segítségével nyerjen. Különben soha nem tanulnánk meg, mi a hit, szó, szellem, kegyelem, bűn, halál vagy ördög, ahol a dolgoknak mindig békében és kísértés nélkül kell lenniük. Ez azt jelentené, hogy soha nem ismerjük meg Istent, soha nem leszünk igazi keresztények, ... Azt akarja, hogy túl gyengék legyetek az ilyen nehézségek elviseléséhez és legyőzéséhez, hogy megtanuljatok őbenne erőssé válni, és magatokban őt az ő erejéért dícsérjétek.".
Dietrich Bonhoeffer véleménye hasonló: "Hiszem, hogy Isten mindenből, még a legrosszabból is jót tud és akar kihozni, ehhez azonban szüksége van az emberre. Hiszem, hogy Isten minden helyzetben erőt tud adni, és ezt akarja is. Ehhez azonban az kell, hogy ne magunkra, hanem Rá támaszkodjunk. Ezzel a hittel nem kell félni a jövőtől. Hiszem, hogy hibáink és tévedéseink nem hiába vannak, és hogy Istennek nem nehezebb ezekkel számolnia, mint jócselekedeteinkkel. Hiszem, hogy Isten nem időn kívüli végzet, hanem vár a mi imáinkra és a felelős cselekedeteinkre, és válaszol is."

#### Lélekvándorlás
A lélekvándorlásban hívők szerint a lélek fejlődése több életen át tarthat. Rossz cselekedeteikért kapott büntetésük rábírja őket, hogy Istenhez, a világlélekhez vagy a Nirvánához közeledjenek. A hindukon és a buddhistákon kívül még megtalálható ez a magyarázat a New Age-ben, a teozófiában, az antropozófiában és egyes keresztény irányzatokban is. A lélekvándorlásban hívők egyes bibliai helyeket használnak fel hitük alátámasztására, például hogy Illés Keresztelő Szent Jánosban született újra, vagy hogy a vakon született az előző életében elkövetett bűnei miatt szenvedett; vagy hogy Nikodémus is megkérdezte, hogy visszamehet-e az ember az anyja méhébe.
Egy további érv a reinkarnációra, hogy az apák bűnei miatt a fiak bűnhődnek. Vagy az utódok büntetése és felemelése egy ősük élete alapján. Ezzel szemben áll a törvénykezésnek az az alapelve, hogy mindenki a saját bűnei miatt szenved. Vagy az, hogy Isten már azelőtt ismerte az embert, hogy megfogant volna. Még Jézusnak azt az állítását is felhasználják a reinkarnáció bizonyítására, hogy Jézus előbb volt, mint Ábrahám.
A lélekvándorlásba vetett hit azonban ellentmond a Bibliának. Erre utal a Zsidókhoz írt levél: 9,27 És miképen elvégezett dolog, hogy az emberek egyszer meghaljanak, azután az ítélet:. Jézus színeváltozásakor Illés Illésként jelent meg, és nem Keresztelő Szent Jánosként. Ugyanis a lélekvándorlás tana szerint Illés megszűnt volna létezni, és Keresztelő Szent János helyettesítette volna. A katolikus egyház tanítása szerint nincs lélekvándorlás, mindenki csak egyszer él. Az evangélikus tanítások is egyetértenek ezzel. Isten már fogantatása előtt ismerte az embert, mert tervben volt, tehát ez nem utal arra, hogy a lélek már a test előtt létezett volna. Jézus pedig azért volt előbb, mint Ábrahám, mert ez a Fiúra utal, aki megtestesült. Az ő esete egyedi. A fiak pedig nem nem lehetnek a szüleik reinkarnációi, mert nemzésükkor a szülők még éltek (de ez nem cáfolja más rokonok reinkarnációját). Viszont a fiak, azaz a gyerekek is megélik szüleik tetteinek következményeit, így szenvedhetnek ők is szüleik tettei miatt. A tettek következményei generációkat ívelhetnek át. Az utódok szenvedése a bűnök miatt téves értelmezés eredménye lehet, ezt a tévedést magyarázták a próféták, hogy mindenki a saját bűnéért bűnhődik.

### A rossz mint a fejlődés velejárója

#### Átmeneti szakasz a történelemben
Hegel szerint a rossz csak átmenet. A történelem dialektikus fejlődéséhez tartozik, az isteni tervben egy abszolút, értelmes végcélhoz vezet. A boldog szakaszokban ellenben nincs hajtóerő; ezek a történelem üres lapjai. Az eredmény Isten igazolása a történelemben.

#### A rossz a próbateremtések maradványa
A Teremtés könyvének zsidó misztikus Zohar magyarázata szerint a teremtés előtt Isten más világokat is alkotott, amelyeket tökéletlenségük miatt újra lerombolt (eddig egyezik a midrási értelmezéssel). Ezeknek a világoknak a maradványai "hüvelyekként" (héb. klipot) fennmaradnak, és ezek okozzák a gonosz fennmaradását és tovább élését a mi világunkban. De mivel eredetileg is Isten teremtette őket, még mindig tartalmazzák a „szentség szikráit” (héb. nīcōcōt sēl qədusā).
A próbateremtések elmélete azonban szintén szemben áll Isten tulajdonságaival:
- Mindentudás: tudnia kellett volna, hogy ezek nem lesznek tökéletesek
- Mindenhatóság: már eleve jó világot kellett volna teremteni, vagy legalábbis a rosszul sikerült világokat oly mértékben megsemmisíteni, hogy a gonosz ne találjon utat a mi világunkba
- Jóság: Hogyan pusztíthatja el Isten a saját alkotásait, ha ő jóságos? És miként engedheti meg, hogy tökéletlen művei szenvedést okozzanak világunkban az ártatlanoknak?

Isaac Luria ezt az ellentmondást a cimcum szükségességének bevezetésével próbálta feloldani. A cimcum, szó szerint összehúzódást vagy visszavonulást jelent, ami az En Sof (a Végtelen) isteni önmegtartóztatás aktusa. A cimcum és a végtelen fény megjelenése miatt az edények összetörnek (səvīrat hakəlīm).

#### A teremtés nincs készen
Az Újszövetséget elemző teológusok, például a heidelbergi Klaus Berger arra mutatnak, hogy a Bibliának és a kereszténységnek nem célja arra válaszolnia, hogy választ adjon a rossz eredetére. Isten nem teremtette a rosszat, az a teremtés kezdetén már jelen volt. Az Ószövetség szerint Isten a világgal a rend egy szegletét teremtette meg, amiben visszaszorította az életellenes káoszt. A káosz és az embert és az életet fenyegető hatalmak visszaszorultak, de továbbra is fenyegetést jelentenek, mihelyt valaki vagy valami kikerül Isten jelenlétéből.
Ezzel a mindenhatóság kerül a középpontba, ami inkább a görög filozófiából való, mint a bibliai hagyományokból. Isten azon van, hogy egy gyenge és tökéletlen világban építse fel birodalmát, de ezt nem tudja könnyen és gyorsan elvégezni. Így a mindenhatóság úgy értendő, hogy a teremtés majd ki fog teljesedni, és hogy Isten mindennél és mindenkinél hatalmasabb, és nem azt, hogy mindig és mindenhol beavatkozik. Az idő titka a gyenge teremtmény és a kiteljesedés:
Isten nem kegyetlen, ahogy arról az Újtestamentum elemzése során meggyőződtem. Azonban, ha valamilyen szerencsétlenség történik, akkor az a világ belső törvényeiből következik. Ha valaki az autó elé szalad, és elgázolják, akkor nem Isten kegyetlen, hanem ezt a természet törvényei okozzák. Ha valaki nem figyel a piros lámpára, akkor azon nincs mit segíteni. Csodához való jog nem létezik. A halál hozzátartozik ehhez az Univerzumhoz, mert gyenge. Isten a halál minden formáját le akarja győzni.

### További javaslatok Isten tulajdonságainak összeegyeztetésére

#### Nincs megoldás
Karl Barth szerint a teodiceának nincs megoldása, mivel az embernek nincs joga Istent vádolni. Csak paradoxonról beszélhetünk.
Több ma élő teológus is ezen az állásponton van, mint például Wesztfália evangélikus egyházának egykori elnöke, Alfred Buß: Az őszinte teológia szerint nincs válasz a szenvedés értelmére. Ha valaki ezzel próbálkozik, akkor szükségképpen téves következtetésre jut.
Hasonló gondolatok találhatók a majdnem 2000 éves Atyák mondásaiban, ami a Misna része: Janai rabbi mondja: Nincs tudtunkra adva, hogy miért van baj a jólétben, és öröm a szenvedésben.

#### A metafizikában az ész eléri a határát
Immanuel Kant megfogalmazásában: Teodiceán a teremtő bölcsességének védését értjük, amire az ész következtethet. Ezzel együtt Kant számára úgy tűnik, hogy nem tudjuk megoldani a problémát. A metafizikai spekulációk meghaladják képességeinket. Itt a mi eszünk eléri korlátait.

#### A rossz mint Isten kiismerhetetlen akarata
A Bibliában megtalálható az az értelmezés, hogy Isten jóakarattal cselekszik, de az ember ezt nem mindig észleli jónak, mivel nem tud objektívan ítélni. Mindezek az igék alkalmasak arra is, hogy az ember kétségbe vonja Isten végtelen jóságát.
- Az Úr pedig monda néki: Ki adott szájat az embernek? Avagy ki tesz némává vagy siketté, vagy látóvá vagy vakká? Nemde én, az Úr? (Mózes 2. könyve, 4, 11)
- A gonoszt is Isten teremtette: Ki a világosságot alkotom és a sötétséget teremtem, ki békességet szerzek és gonoszt teremtek; én vagyok az Úr, aki mindezt cselekszem! (Ézsaiás 45, 7)
- Ha megharsan a kürt a városban, nem riad-é meg a nép? Vajjon lehet-é baj a városban, amit nem az Úr szerezne? (Ámos3, 6)
- Kivétel nélkül minden lény Isten szolgája. (Zsoltárok 119, 91)
- Mindent teremtett az Úr az ő maga céljára; az istentelent is a büntetésnek napjára. (Példabeszédek 16, 4)
- Amint meg van írva: Az Isten kábultság lelkét adta nékik; szemeket, hogy ne lássanak, füleket, hogy ne halljanak, mind e mai napig. (Rómaiakhoz írt levél 11, 8)
- 14 Mit mondunk tehát: Vajjon nem igazságtalanság-é ez az Istentől? Távol legyen! 15 Mert Mózesnek ezt mondja: Könyörülök azon, akin könyörülök, és kegyelmezek annak, akinek kegyelmezek. 16 Annakokáért tehát nem azé, aki akarja, sem nem azé, aki fut, hanem a könyörülő Istené. 17 Mert azt mondja az írás a Faraónak, hogy: Azért támasztottalak téged, hogy megmutassam benned az én hatalmamat, és hogy hirdessék az én nevemet az egész földön. 18 Annakokáért akin akar könyörül, akit pedig akar, megkeményít. (Rómaiakhoz írt levél 9.)
- 19 Mondod azért nékem: Miért fedd hát engem? Hiszen az ő akaratának kicsoda áll ellene? 20 Sőt inkább kicsoda vagy te óh ember, hogy versengsz az Istennel? Avagy mondja-é a készítmény a készítőnek: Miért csináltál engem így? 21 Avagy nincsen-é a fazekasnak hatalma az agyagon, hogy ugyanazon gyuradékból némely edényt tisztességre, némelyt pedig becstelenségre csináljon?
- Istennek hatalma van megkötözni a Sátánt: 1 És láték egy angyalt leszállani a mennyből, akinél vala a mélységnek kulcsa, és egy nagy lánc a kezében. 2 És megfogá a sárkányt, azt a régi kígyót, aki az ördög és Sátán, és megkötözé azt ezer esztendőre, (Jelenések könyve 20)
- Jézus megfeszítése szükségszerű volt, ember nem tudta volna megakadályozni:26 Felállottak a földnek királyai, és a fejedelmek egybegyűltek az Úr ellen és az ő Krisztusa ellen. 27 Mert bizony egybegyűltek a te szent Fiad, a Jézus ellen, akit felkentél, Heródes és Poncius Pilátus a pogányokkal és Izráel népével, 28 Hogy véghezvigyék, amikről a te kezed és a te tanácsod eleve elvégezte volt, hogy megtörténjenek.
- Ő pedig monda néki: Úgy szólsz, mint szól egy a bolondok közül. Ha már a jót elvettük Istentől, a rosszat nem vennők-é el? Mindezekben sem vétkezék Jób az ő ajkaival. (Jób könyve 2,10)

#### Jób könyve
Jób drámai szenvedésének története tagadó választ ad arra a kérdésre, hogy a rosszat Isten büntetésnek szánja-e az elkövetett bűnökért. Jób bűntelenségét nemcsak ő mondja ki, hanem, Isten is megerősíti. Isten azt is kimondja, hogy Sátán ingerelte fel arra, hogy Jóbot ok nélkül megrontsa. Barátaival vitázva Jób visszautasítja az összefüggést a cselekedetek és a szenvedés között, és egy másik választ vár Istentől. Végül Isten meg is szólal, és művét, a teremtést dicséri; példákkal mutatja meg hatalmát és tudását. Jób erre úgy válaszol, hogy mindez felfoghatatlan számára. Klaus Kühlwein szerint Jób a teremtés színes mozaikjában felismerte a Teremtőt, és tervét, ami távol áll az embertől; minden megtorlási fantáziával szemben isteni akarat és kozmikus értelmetlenség.

#### Elégtelen források
A ránk hagyományozott vallási szövegek, például a Biblia nem kell, hogy megfeleljenek a teljesség és ellentmondásmentesség igényének. A csupán ezek alapján levont következtetések nem tudnak egy eléggé hihető képet alkotni Isten terveiről, motivációról és céljairól, amiben a szeretet, a hatalom és a bölcsesség legmagasabb foka nyilvánul meg.

#### Feltétlen bizalom
Hans Küng szerint a szenvedés ad célt az embernek. Miért van ez így, miért nem lehetne ezt szenvedés nélkül, ezt nem lehet ésszel felfogni. Azonban az Istenben bízva hinni lehet, hogy mindennek célja van.
A feltétlen és maradéktalan bizalom Istenben, miközben nem tudjuk megmagyarázni a szenvedést, így a szenvedő, kétkedő ember annak magyarázata nélkül kiállhatja a szenvedést. Ezzel Küng eltolja a hangsúlyt a logikai ellentmondásról az Istennel való kapcsolatra és a bizalom fontosságára a szenvedő életében.
Armin Kreiner szerint nem lenne szabad felmenteni az emberi elmét a gondolkodás alól még akkor sem, ha nem értünk mindent, és a bizalmat kizárólag az isteni gondviselésbe helyezni. A kinyilatkoztatás tudatos elfogadása is hitből ered: amyg az egyénnek hatalmában áll, felelős maga és mások előtt. A tudatos lemondás a felelősségre vonás értelmi kritériumairól nem szentesíti a hitbeli engedelmességet, hanem vakhithez vezet.

#### Isten az ember mellett áll
Isten a szenvedő mellett áll. Nem húz ki minket hirtelen a bajból, de amikor mi szenvedünk, akkor mellettünk áll. Ez Margot Käßmann véleménye, aki 1999-től 2010-ig a hannoveri evangélikus-lutheránus egyházat vezette.
Idézetek:
- Áldott legyen az Úr! Napról-napra gondoskodik rólunk a mi szabadításunk Istene! Szela. (Zsoltárok 68, 20)
- 5 Fösvénység nélkül való legyen a magatok viselete; elégedjetek meg azzal, amitek van; mert Ő mondotta: Nem hagylak el, sem el nem távozom tőled; 6 Úgy hogy bízvást mondjuk: Az Úr az én segítségem, nem félek; ember mit árthat én nékem? (Zsidókhoz írt levél 13)

#### A teodicea mint az ember önteltsége
Egyes hívők szerint a teodiceát az ember nem vetheti fel. A fentiekben már említett Hans Küng szerint az ember gőgjében semleges és állítólag bűntelen bíróként tetszeleg Isten és a világ felett. Mások szerint a kérdés nem Istenről, hanem a hitről szól: arról ítél, hogy tapasztalataink összeegyeztethetők-e egy mindenható és jóságos Istenbe vetett hittel.

### Isten tulajdonságainak átgondolása
A teodicea kérdésében Isten tulajdonságai közül a jóság, a mindenhatóság, az érthetetlenség és a mindentudás fontosak. Norbert Hoerster szerint ezek ellentmondanak egymásnak, ezért legalább egy tulajdonságot fel kell adni. Isten vagy mindenható vagy jóságos.

#### Isten jósága relatív
Egyes teológusok és filozófusok azt az álláspontot képviselik, hogy Isten nem egyszerűen jó, hanem komplex, amit bibliai idézetekkel is alátámasztanak. Erre felhasználhatók azok az idézetek is, amik a rossz mint Isten kiismerhetetlen akarata szakaszban szerepelnek. A „jó” Isten a bibliai istenkép egy aspektusának rövidítése. Luther megkülönbözteti a rejtőzködő, ki nem nyilatkoztatott Istent (törvény, harag) és a megnyilatkozott Istent (Evangélium, szeretet). Schelling különbséget tesz az alap és létezés között, ahol is Isten mint alap a rossznak is oka. Friedrich Nietzsche szintén vitatja Isten jóságát, szerinte Isten a jón és a rosszon túl van.
A keresztény, a zsidó és az iszlám valláson kívül más vallásokban még jobban megnyilvánul az, hogy az istenek nem egyértelműen jók. Erre példa az ókori egyiptomi, görög vallás, vagy a pogány germánok vallása. Az adás, a segítségnyújtás és a békeszerzés mellett jelen van a harciasság és a rombolás vágya is, hasonlóan az emberekhez.

##### Isten igazságossága szembeállítva jóságával
Ez a vélemény azon alapul, hogy az ember bűnös, ezért az igazságos Isten nem feltétlenül biztosítja az ember jóllétét. Az ember szenvedése jogos büntetés a bűnökért, az engedetlenségért vagy a mulasztásokért.
Ezt az érvet azzal lehet megtámadni, hogy például csecsemők is szenvednek például veleszületett betegségek miatt, akiknek nincsenek bűneik. Ezzel a teodicea nem oldódik meg, hanem átfogalmazódik: Hogyan tűrhet el egy igazságos és mindenható Isten egy igazságtalanságokkal teli világot? Bart D. Ehrman, az Újtestamentum professzora szerint kettős kérdés vetődik fel: hamis biztonságérzetet és hamis bűnösségérzetet kelthet.
Ha a büntetés a bűnök miatt jön, és egy kicsit szenvedek, akkor ez igazságos velem szemben? Igazságosabb, mint a szomszédommal szemben, aki elvesztette a munkáját, vagy a gyermekeit egy balesetben, vagy brutálisan megerőszakolták és megölték a feleségét? Másrészt, ha erős szenvedésnek vagyok kitéve, akkor ez valóban azon múlik, hogy Isten engem megfenyít? Valóban az én hibám-e, ha fogyatékos gyerekem születik? Ha a gazdaság válságba kerül, és nem tudok mit tenni az asztalra? Hogyha rákot kapok?
Jób könyvének ez a központi kérdése.

##### Isten és az ember jóról alkotott fogalmának különbsége
Eszerint Isten jósága emberi fogalmakkal nem fogalmazható meg. Az ember jóságról alkotott fogalma csak részleges, pontatlan és hibás az istenivel szemben. A teodicea problémája is ebből adódik.
Ezzel szemben Norbert Hoerster filozófus így érvel:
Ha minden jónak, amit a hívő maximálisan Isten javára ír, magában kell foglalnia nem egyszer minden jót, még a legszerényebbet is, amit az ember javára lehet írni, akkor a hívő rosszul fogalmazta meg meggyőződését Isten jóságáról. Üres szó az a jóság, ami nincs összhangban az ember által általánosan értelmezett jósággal.

#### Isten hatalma relatív

##### Hivatkozás az ember szabadságára
Ennek a népszerű javaslatnak az áll a hátterében, hogy Isten szabadságot és felelősséget adott az embernek. 
- A földi élet nem mennyország, hanem a küzdelem és a próba helyszíne. Istennek és az embernek nem kell arra törekednie, hogy az ember ne érezze magát az életben túl jól, és ne akarjon ebben a világban örökké élni. Ha szükséges, akkor a rossz megengedésével figyelmezteti erre az embert.
- Hogyha Isten az emberi szabadság miatt nem képes aktívan megakadályozni, akkor Isten viszonya a szenvedéshez a kérdés. Ez a passio continua elmélete, ami azt jelenti, hogy Isten nem messziről figyeli az életet és szórakozik rajta, hanem szenved a világ igazságtalansága miatt. A kinyilatkoztatás csúcspontján fizikailag is szenvedett, mint Jézus Krisztus.

A deizmus szerint Isten egy fejlődésre képes világot teremtett, amibe nem avatkozik bele, mivel ezzel zavarná a fejlődést és az emberi szabadság kiteljesedését. Ha Isten beavatkozna a szenvedésbe, akkor a világ Isten kísérleti telepévé válna. Ez az elv azonban ellentmond több vallás hagyományainak is, amelyek egyértelműen beszámolnak a teremtés utáni isteni beavatkozásokról. Az ember szabadságával való érvelés nem magyarázza meg a nem ember által okozott rosszat, mint a betegségek vagy a természeti katasztrófák. A zsidó Tikkun olam (héberül: תיקון עולם) elve a világ megjavítása, ami azt jelenti, hogy a teodicea különféle magyarázatai tartalmazzák az igazságot, és különböző motivációi vannak, amelyek elismerik az ember felelős cselekvését a teremtésben.
Bertrand Russell filozófus szerint a Mindenható mindenért felelős. Nincs értelme arról beszélni, hogy a bűn hozza a szenvedést a világra, még akkor sem, ha ez igaz lenne. Ha Isten előre tudja, hogy az emberek milyen bűnöket fognak elkövetni, akkor már a bűnbeesést is megakadályozhatta volna, vagy kipusztíthatta volna az emberiséget. Más oldalról viszont John Leslie Mackie szerint még Isten sem tudhatná, hogy mit fognak cselekedni, hogyan fognak dönteni az emberek, mielőtt még cselekedtek volna, vagy meghozták volna a döntést, ha valóban szabad akaratuk lenne. Mackie szerint ez az elgondolás kiüresíti a mindentudást. Továbbá, ha nem is tudta volna Isten, hogy mi lesz annak a következménye, hogy Ádám és Éva beszélnek a kígyóval, akkor tudhatta volna, hogy mi lehet a következmény, és aszerint cselekedhetett volna. Ezzel egy pokoli kockázatot vállalt, aminek eredményeként az ember rosszabbá vált, mint ami volt.

##### Isten visszavonult az embertől
A feltevést az alapozza meg, hogy Wilhelm Busch (1897–1966) protestáns lelkész, prédikátor és író szerint a nyugati világ sokat fejlődött a szekularizáció óta. Isten parancsolatait nem tartja meg az ember, és a legtöbben még csak nem is ismerik azokat. Ez egy szilárd döntés Istennel szemben, ami nem fogható az ismeret hiányára. Isten figyelembe véve a döntést háttérbe vonul. Arra vár, hogy az ember segítségül hívja, miután észreveszi a hiányát, és azt, hogy emiatt szenvedett.
Dietrich Bonhoeffer levelében a nézőpontot kiélezi: Isten előtt és Istennel Isten nélkül élünk. Isten a világból a keresztre jutott. Isten elvesztette az öntudatát és gyenge a világban, és éppen és csak ezzel van nálunk és segít nekünk.

##### Isten jóságos, de nem mindenható
Harold S. Kushner rabbi a személyes szenvedés tapasztalatából írja Wenn guten Menschen Böses widerfährt című könyvében, hogy Isten jó, de nem mindenható. A Miért? kérdés sehova sem vezet, mert dühöt vált ki saját magával vagy Istennel szemben, ami akadályozza a segítségkérést és a problémamegoldást. Mivel Isten közvetlenül nem cselekszik, ezért először azt kellene kérdezni, hogy Ki tud rajtam segíteni? Ez a megoldás Auschwitzra gondolva is született meg. A mindenható hatalom Hans Jonas szerint is kétséges, ezért le kell mondani erről az isteni attribútumról. Isten azért nem mentette ki a rabokat Auschwitzból, mert nem tudta ezt megtenni. Éppen ezért egy olyan istenképet javasol, hogy Isten lemondott arról, hogy beavatkozzon a történelembe.

##### Jézus keresztjére való utalás
Jézus megfeszítésével Isten tehetetlensége megmutatkozott. (Dorothee Sölle: Istennek nincs más keze, mint a miénk.) Ezzel együtt Isten különleges közelsége is megmutatkozott a szenvedő mellett. Isten maga nyilatkozik meg, és aláveti magát az emberi kegyetlenségnek, és ezzel együtt egy örökkévalóságba mutató perspektívát is felmutat.

##### Dualisztikus világkép
A rossz magyarázható bukott angyalokkal, demiurgosszal vagy versengő világelvekkel. Példa erre Zarathusztra vallása, aminek alapevle, hogy két, egymással egyenrangú erő küzd a világban: az egyik a jó, ami ad és épít, a másik a rossz, ami elvesz és rombol. Egyikük sem mindenható, és a jó isten nem okolható a rosszért.
A gnosztikus iratokban néhány angyal Isten számára elfogadhatatlan viselkedésével magyarázzák a gonoszt. Kinevették Ádámot gyengesége miatt, pedig Isten képére lett teremtve. A lázadók Isten teremtését támadják, mivel nem tudnak Istennek közvetlenül kárt okozni. Az ember választhat Isten uralma és a Sátán uralma között.
A dualista istenkép megtalálható a gnosztikusoknál, a bogumiloknál és a manicheizmusban.
Egy istenek és a jó és rossz fogalma nélküli dualisztikus világkép a kínai filozófiában a jing-jang pár.

#### Isten mindentudása relatív
A gnózis szerint az ember teljes kapcsolatra képes Istennel. A bűnök miatt a világ fejlődése tökéletlenné vált, amiben megromlott az ember és Isten kapcsolata. az ember emiatt szenved. Isten a bűnök miatt ködbe burkolózik, amivel távolságot tart, és hagyja az embert bűnben élni, ha akar. Isten mindentudása figyelmeztető üzenet egy abszolút, szent igazságnak, ami nem korlátozódik erre a világra.

## Hibás kérdésfeltevés
Peter Knauer szerint a teodicea alapkérdése hibás. A teodicea problémáját spekulatívnak tartja, amivel a világból Istenre és Isten tulajdonságaiból a világra következtetnek. Azonban véleménye szerint az sem engedhető meg, hogy Istennek és a világnak nincs átfogó valósága. A kérdést inkább létezési kérdésként fogalmazza meg. Ahelyett, hogy az lenne a kérdés, hogy Isten miért engedi meg a rosszat, azt veti fel, hogy a saját végességével kitartani és fennmaradni.

## Ateista végkövetkeztetés
Az ateista végkövetkeztetés a 18. század végén terjedt el az 1755-ös lisszaboni földrengés után. Leibniz megoldása elvesztette a hitelét. Innen már csak egyetlen lépés volt Isten létezésének a tagadása.
Sok ateista és agnosztikus hasonló következtetésre jut, mint Norbert Hoerster: Jelenlegi tudásunk szerint a mindenható és jóságos isteni lény létezése a sok földi rossz miatt eléggé valószínűtlen. Joachim Kahl úgy gondolta, hogy a teodicea probléma az istenhit tapasztalati cáfolata. John Leslie Mackie következtetése: Mivel a rossz létezik, és nincs hihető megoldás a teodiceára, sok minden szól amellett, hogy a teizmus nem ellentmondásmentes, anélkül, hogy egy vagy több központi kijelentését lényegesen módosítanák. Mackie összevetve a korábbiakat arra jutott, hogy több minden szól Isten létezése ellen, mint mellett.
Odo Marquard szerint 1755 után a teodicea nem a cél szentesíti az eszközt elv alapján mentegette Istent, hanem megpróbálta megszabadítani ettől az elvtől. Mivel ezt az elvet nem tagadták a teremtésben, ezért Istent mentesíteniük kellett a teremtő szerepétől. Jóságának megvédése érdekében a létezését is feladhatónak vélték. Az ateizmus által Isten nagyobb dicsőségére az ember vette át Isten helyét nemcsak mint teremtő, hanem mint a teodicea vádlottja is.
Így született meg a történelemfilozófia. Isten jósága, mindenhatósága és mindentudása megmaradt, de Istent mint olyat feladták.

## A szabad akarat a szenvedésre való képesség következménye
Raymond Smullyan logikával foglalkozó matematikus és filozófus Ist Gott ein Taoist? című párbeszédében Isten és egy halandó beszélget. Az érző lények létezése a szabad akarat meglétét is feltételezi, és a jó és a rossz közötti döntés lehetőségét is, ahol is az definiálja a rosszat, hogy fájdalmat okoz egy érző lénynek. Így Isten számára lehetetlen, hogy érző lényekkel teli világot alkosson, ahol nincs szenvedés, ugyanúgy, ahogy nem tud (euklideszi) síkban olyan háromszöget alkotni, aminek a szögösszege nem 180 fok.
Itt nincs közvetlenül szó arról, hogy jó emberek fel nem ismerhető okok miatt szenvednek, de a karma és a reinkarnáció közvetve mégis erre mutat. Isten minden embert fejlődésben lát. Szabad döntései alapján szenvedést tapasztal saját magánál vagy másoknál. A szenvedés elkerülése érdekében az ember igyekszik megjavulni és végül angyalként tér vissza Istenéhez. Ez a folyamat nagyon hosszú, és Isten nem tudja meggyorsítani (esetleg még több, másként értelmetlen szenvedéssel).

## Fordítás
Ez a szócikk részben vagy egészben  a   Theodizee című német Wikipédia-szócikk fordításán alapul.  Az eredeti cikk szerkesztőit annak laptörténete sorolja fel. Ez a jelzés csupán a megfogalmazás eredetét és a szerzői jogokat jelzi, nem szolgál a cikkben szereplő információk forrásmegjelöléseként.

### Bibliográfiák
- Barry L. Whitney: Theodicy. An Annotated Bibliography on the Problem of Evil, 1960–1990, New York, 1993

### Történet

#### Általában
- John Bowker: Problems of Suffering in Religions of the World. Cambridge, 1970, ISBN 0-521-09903-X (Religionswissenschaftliche Darstellung mit Kapiteln zu Judentum, Christentum, Islam, Marxismus, Hinduismus, Buddhismus, „Dualismus“ und Einheit der Erfahrung)
- Carsten Colpe, Wilhelm Schmidt-Biggemann (Hrsg.): Das Böse. Eine historische Phänomenologie des Unerklärlichen, 2. Aufl. Suhrkamp, Frankfurt am Main ,1993, ISBN 3-518-28678-1 (Inhaltsverzeichnis)
- Peter Gerlitz, Melanie Köhlmoos u. a.: Theodizee I.–VI. In: Theologische Realenzyklopädie. 33 (2002), S. 210–237 (sehr konzise, materialreiche Darstellung zur Theodizee in der Religionsgeschichte, im Alten Testament, im Judentum, in der christlichen Dogmatik, in der Praktischen Theologie und der Philosophie)
- C.-F. Geyer: Begriffsgeschichtliches zur Theodizee. In: Archiv für Geschichte der Philosophie. 1 (1993)
- Peter Hünermann, Adel Theodor Khoury (Hrsg.): Warum leiden? Die Antwort der Weltreligionen. Freiburg u. a., 1987 (Grundinformationen zum religiösen Umgang mit Leid in Hinduismus, Buddhismus, Judentum, Islam, Christentum)
- Mark Larrimore: The Problem of Evil. A Reader. Oxford (UK), 2001 (Anthologie von Primärtexten von Platon bis Levinas)
- Gottfried Wilhelm von Leibniz: Theodizee das ist, Versuch von der Güte Gottes, Freiheit des Menschen, und vom Ursprunge des Bösen. Nach der 1744 erschienenen, mit Zusätzen und Anmerkungen von Johann Christoph Gottsched ergänzten, vierten Ausgabe hrsg., kommentiert und mit einem Anhang versehen von Hubert Horstmann, Berlin, 1966

#### Ókori Izrael
- Walter Groß, Karl-Josef Kuschel: Ich schaffe Finsternis und Unheil! Ist Gott verantwortlich für das Übel? Mainz 1992, ISBN 3-7867-1644-7 (materialreiche Studie zu atl., literarischen und theologiegeschichtlichen Texten; Plädoyer für ein Offenhalten der Theodizee-Frage um Gottes und der Menschen willen, Kritik an diversen etablierten theologischen Antwortversuchen [Belastung des Menschen, Leiden oder Ohnmacht Gottes u. a.]. Review von David Blumenthal)

#### India
- Masao Abe: The Problem of Evil in Christianity and Buddhism. In: Paul O. Ingram, Frederick J. Streng (Hrsg.): Buddhist-Christian Dialogue. Honolulu, 1986, S. 139–154.
- James W. Boyd: Satan and Mara. Christian and Buddhist Symbols of Evil. Brill, Leiden, 1975
- Arthur Ludwig Herman: The Problem of Evil and Indian Thought. Diss. University of Minnesota, New Delhi, 1976
- Trevor Oswald Ling: Buddhism and the Mythology of Evil. A Study in Theravada Buddhism, London, 1997
- Wendy Doniger O'Flaherty: The Origins of Evil in Hindu Mythology. Berkeley/Los Angeles/London, 1980

#### Ókori görögök
- C. Schäfer: Das Dilemma der neuplatonischen Theodizee. Versuch einer Lösung. In: Archiv für Geschichte der Philosophie. 1 (2000)

#### Korai kereszténység, gnoszticizmus, egyházatyák
- K. Gronau: Das Theodizeeproblem in der altchristlichen Auffassung, 1922
- P. Koslowski (Hrsg.): Gnosis und Theodizee. Eine Studie über den leidenden Gott des Gnostizismus. Wien, 1993

#### Iszlám
- Navid Kermani: Der Schrecken Gottes. Attar, Hiob und die metaphysische Revolte. C. H. Beck, München, 2005, ISBN 3-406-53524-0
- Eric Ormsby: Theodicy in Islamic Thought. The Dispute over Al-Ghazali's „Best of All Possible Worlds“. Princeton University Press, 1984

#### Zsidó filozófia
- Oliver Leaman: Evil and Suffering in Jewish Philosophy. New York, 1995

#### Újkor
- F. Hermanni: Die letzte Entlastung. Vollendung und Scheitern des abendländischen Theodizeeprojektes in Schellings Philosophie. Wien, 1994
- Hans-Gerd Janßen: Gott – Freiheit – Leid. Das Theodizee-Problem in der Philosophie der Neuzeit. 2., unveränd. Aufl. Wiss. Buchgesellschaft, Darmstadt, 1993, ISBN 3-534-02399-4
- O. Lempp: Das Problem der Theodicee in der Philosophie und Literatur des 18. Jahrhunderts bis auf Kant und Schiller. Diss. Tübingen, 1910, gedruckt Leipzig, 1910, Nachdruck Hildesheim, 1976
- H. Lindau: Die Theodizee im 18. Jahrhundert. Entwicklungsstufen des Problems vom theoretischen Dogma zum praktischen Idealismus. Leipzig, 1911
- U. Steiner: Politische Theodizee. Philosophie und Poesie in der lehrhaften Dichtung des achtzehnten Jahrhunderts. München, 2000
- R. Wegener: Das Problem der Theodizee in der Philosophie und Literatur des 18. Jahrhunderts. Mit besonderer Rücksicht auf Kant und Schiller, Berlin, 1909
- R. Freiberg: Moments which Murdered my God and my Soul. Der Theodizee-Diskurs im Spiegel ausgewählter Holocaust-Literatur. In: G. Bayer, R. Freiberg (Hrsg.): Literatur und Holocaust. Würzburg, 2008
- Walter Groß, Karl-Josef Kuschel: „Ich schaffe Finsternis und Unheil!“ Ist Gott verantwortlich für das Übel? Mainz, 1992

### Rendszerezett ábrázolások
- Marilyn McCord Adams: Horrendous Evils and the Goodness of God. Cornell University Press, Ithaca, 1999
- B. J. Claret (Hrsg.): Theodizee. Das Böse in der Welt, Darmstadt 2. A., 2008
- Walter Dietrich, Christian Link: Die dunklen Seiten Gottes. Bd. 2: Allmacht und Ohnmacht. Neukirchen: Neukirchener Verlag, 2000
- Alexander Dietz: Die Bedeutung der Ausgangsfrage für die Bearbeitung des Theodizeeproblems, in: Neue Zeitschrift für Systematische Theologie (NZSTh) 53 (2011), S. 285-302.
- David R. Griffin: God, Power and Evil. A Process Theodicy. Philadelphia, 1976
- Friedrich Hermanni: Das Böse und die Theodizee. Eine philosophisch-theologische Grundlegung. Gütersloh: Kaiser; Gütersloher Verlagshaus, 2002, ISBN 3-579-05391-4 (Habil. KH Bethel 2001)
- John Hick: Evil and the God of Love. 1. Auflage. Harper and Row, New York, 1966 (2. Auflage. 1978)
- Daniel Howard-Snyder (Hrsg.): The Evidential Argument from Evil. Indiana University Press, Bloomington and Indianapolis, 1996
- Peter Koslowski (Hrsg.): Der Leidende Gott: Eine philosophische und theologische Kritik. Fink, München, 2001
- Armin Kreiner: Gott im Leid. Zur Stichhaltigkeit der Theodizee-Argumente. 3. Aufl. Freiburg u. a., 2005
- Armin Kreiner: Gott und das Leid. Paderborn, 1994
- Willi Oelmüller (Hrsg.): Worüber man nicht schweigen kann. Neue Diskussionen zur Theodizeefrage. Fink, München, 1992
- Dewi Z. Phillips: The Problem of Evil and the Problem of God. Fortress, Minneapolis, 2005
- Karl Rahner: Warum lässt Gott uns leiden? In: Schriften zur Theologie. XIV (1980), S. 450–466 (ebenfalls veröffentlicht in: Worte vom Kreuz. Freiburg 1980; K. Lehmann, A. Raffelt (Hrsg.): Praxis des Glaubens, geistliches Lesebuch. 1982, S. 432–444; K. Rahner: Sämtliche Werke. Bd. 30. Freiburg 2009, S. 373–384)
- William Rowe (Hrsg.): God and the Problem of Evil, Blackwell Readings in Philosophy. Malden, 2002
- Klaus von Stosch: Theodizee, Ferdinand Schöningh, Paderborn, 2013
- Gerhard Streminger: Gottes Güte und die Übel der Welt. Das Theodizeeproblem. Mohr, Tübingen 1992 (italienische Übersetzung: EffeElle Editori 2006, 2. Auflage (gekürzt), Rom: Aracne 2009)
- Werner Thiede: Der gekreuzigte Sinn. Eine trinitarische Theodizee. Gütersloh, 2007
- Peter van Inwagen: The Problem of Evil. Oxford University Press, Oxford, 2006
- Harald Wagner u. a. (Hrsg.): Mit Gott streiten. Neue Zugänge zum Theodizee-Problem. Quaestiones disputatae 169. Herder, Freiburg i. Brsg. 1998, ISBN 3-451-02169-2
- Paul Weingartner: Evil. Different Kinds of Evil in the Light of Modern Theodicy. Peter Lang, Bern, 2003
- Paul Weingartner (Hrsg.): Das Problem des Übels in der Welt. Vom interdisziplinären Standpunkt. Peter Lang, Bern, 2005